# Cacruzia bahiana
Cacruzia bahiana är en insektsart som beskrevs av De Mello 1993. Cacruzia bahiana ingår i släktet Cacruzia och familjen syrsor. Inga underarter finns listade i Catalogue of Life.